# Elisa Ruis
Elisa Ruis, née Gisèle Pauline Payer, le 13 novembre 1917 à Paris 14e, et morte le 7 novembre 1998 à Louveciennes, est une actrice française.
Elle fut l'épouse de Pierre Renoir.

## Filmographie
- 1936 : Club de femmes de Jacques Deval
- 1936 : La Course à la vertu de Maurice Gleize
- 1937 : Au service du tsar de Pierre Billon
- 1937 : Monsieur Breloque a disparu Robert Péguy
- 1938 : La Marseillaise de Jean Renoir (La princesse de Lamballe)
- 1938 : La Rue sans joie d'André Hugon (Régine Rozès)
- 1938 : Orage de Marc Allégret
- 1939 : Nadia la femme traquée de Claude Orval
- 1939 : Serge Panine de Charles Méré et Paul Schiller
- 1941 : Premier rendez-vous de Henri Decoin (Mademoiselle Marie)
- 1942 : L'Appel du bled de Maurice Gleize (La femme de chambre)
- 1942 : Le journal tombe à cinq heures de Georges Lacombe (Annette)
- 1943 : Le Comte de Monte-Cristo de Robert Vernay (Nicole)
- 1943 : Tornavara de Jean Dréville (Netochka)
- 1946 : Mission spéciale de Maurice de Canonge
- 1946 : Monsieur Grégoire s'évade de Jacques Daniel-Norman (Lina d'Arribal)
- 1948 : Mort ou vif de Jean Tedesco
- 1949 : Ces dames aux chapeaux verts de Fernand Rivers
- 1949 : Le Furet de Raymond Leboursier

## Théâtre
- 1943 : Mon oncle et mon curé de Jean de La Brète, mise en scène Robert Ancelin, théâtre de la Porte-Saint-Martin
- 1944 : Mademoiselle Antoinette de Jean Guitton,   théâtre de l'Apollo